# Tiuna
Tiuna UR-53AR50 — венесуельський повнопривідний легковий автомобіль підвищеної прохідності (позашляховик).

## Історія
Розроблено компанією CENARECA, збирається на потужностях Venezolana de Vehículos para la Defensa у місті Каракас. Венесуельский аналог американського Humvee.
Перший публічний показ — 20 липня 2004. Випускається також цивільний варіант — SUV.

## Модифікації
- Санітарна машина.
- Протитанкова.
- машина ППО.
- командно — штабна машина
- заправник (вода або паливо)

## Країни-експлуатанти
- Венесуела
- Куба
- Еквадор
- Болівія